# Lijst van burgemeesters van Haarlemmermeer
Dit is een lijst van burgemeesters van de Nederlandse gemeente Haarlemmermeer in de provincie Noord-Holland sinds haar ontstaan op 11 juli 1855.

## Burgemeesters van Haarlemmermeer (1855-heden)
| Burgemeester | Burgemeester                                 | Ambtsperiode                   | Partij of stroming | Bijzonderheden                                                                                       |
| ------------ | -------------------------------------------- | ------------------------------ | ------------------ | --- |
|              | Matthijs Samuel Petrus Pabst (1818-1863)     | 1855 - 1863                    |                    | |
|              | Jacob Paulus Amersfoordt (1817-1885)         | 1863 - 1869                    |                    | |
|              | Johan Wilhelm Lantzendorffer (1836-1910)     | 1869 - 1908                    |                    | |
|              | Adriaan Slob                                 | 1908 - 1941                    | ARP                | |
|              | E. Derks Hzn                                 | 1941 - 1943                    | NSB                | |
|              | M.J.G.J. van Leeuwen                         | 1944 - 1944                    | NSB                | |
|              | L. Dekker                                    | 1944 - 1945                    | NSB                | waarnemend                                                                                           |
|              | Johannis Freerk Jansonius                    | 1945 - 1955                    | PvdA               | |
|              | Gerrit Cornelis van der Willigen (1907-1986) | 1956 - 1965                    | VVD                | |
|              | Frans Theodoor Dijckmeester (1917-2003)      | 1965 - 1972                    | CHU                | |
|              | Cor van Stam (1920-1995)                     | 1973 - 1983                    | ARP/CDA            | |
|              | Hans de Boer (1937)                          | 1983 - 1985                    | CDA                | |
|              | Aad van Dulst (1929-2001)                    | 1986 - 1994                    | CDA                | |
|              | Arie Lems (1928-2003)                        | 1994                           | PvdA               | waarnemend                                                                                           |
|              | Jan van Houwelingen (1939-2013)              | 1994 - 2003                    | CDA                | |
|              | Fons Hertog (1947)                           | 2003 - 2006                    | VVD                | |
|              | Tineke Netelenbos (1944)                     | 2006 - 2007                    | PvdA               | waarnemend                                                                                           |
|              | Theo Weterings (1959)                        | 2007 - 2017                    | VVD                | |
|              | Onno Hoes (1961)                             | 28 november 2017 - 9 juli 2019 | VVD                | waarnemend, ook voor de nieuwe gemeente die per 1 januari 2019 ontstond na gemeentelijke herindeling |
|              | Marianne Schuurmans-Wijdeven (1961)          | 10 juli 2019 - heden           | VVD                | |